# Rob Benedict
Robert Patrick Benedict (Columbia, Missouri, 21 de setembro de 1970), é um ator estadunidense, mais conhecido por ter interpretado Chuck (Deus) na série Supernatural. Também atuou em Threshold, Felicity e o filme de comédia Waiting....

## Biografia
Rob nasceu em Columbia, Missouri. Ele se formou na Universidade de Northwestern, com um grau de bacharel em Estudos da Performance. Benedict é o homem de frente e guitarrista da banda de Los Angeles Louden Swain que completou o seu quarto álbum "Eskimo" em 2012. Sua irmã, Amy Benedict também é atriz. Ele mora em Los Angeles com sua esposa, Mollie, seu filho Calvin e filha Audrey.

### Carreira
Na série Threshold, Rob interpretou o físico Lucas Pegg, membro de uma equipe secreta do governo a investigar o primeiro contato com uma espécie extraterrestres. No aclamada série da Warner Bros Felicity, ele apareceu no dormitório de Felicity Porter e foi colega de quarto do personagem Richard Coad. Nas temporadas 4 e 5 de Supernatural , ele interpretou o escritor e profeta Chuck Shurley, que na verdade, no vigésimo episódio da décima primeira temporada, revelou ser Deus. Em Alias Benedict era Sydney Bristow parceiro de Brodiend da CIA a curto prazo. Seus créditos adicionais incluem a série de TV Birds of Prey, Come to Papa, NCIS, Monk, Medium, Chicago Hope, NYPD Blue, Buffy the Vampire Slayer, Snoops, House MD, Burn Notice e Beverly Hills, 90210.
Seus mais recentes créditos na televisão incluem um papel recorrente como o Príncipe Invisível na série da FOX Touch. Ele também apareceu como o agente poder irreverente Jeremy Berger na série  Head Case. Outras aparições recentes são em NCIS: Los Angeles, Shameless, Psych e Law and Order: Los Angeles.
Seus créditos no cinema incluem A Little Help com Jenna Fischer, State of Play com Russell Crowe,  Waiting... com Ryan Reynolds, Still Waiting...,  Kicking & Screaming, com Will Ferrell, Group Sex, Say Goodnight with Aaron Paul, Two Days, with Paul Rudd, The First $20 Million Is Always the Hardest, estrelando Rosario Dawson, e Not Another Teen Movie'. Benedict também fez algumas dublagens trabalho. Mais notavelmente dublando o personagem Vin, no vídeo jogos Jak II e Jak 3. Em maio de 2010, Bento interpretou Steve Burke no final da sétima temporada de Cold Case no episódio "Almost Paradise".
Recentemente, ele co-escreveu e estrelou o curta-metragem independente Lifetripper, que fez sua estréia no Short Film Festival de Los Angeles. Ele também co-escreveu e tocou Miles Davis-Davidson no Unauthorized Hangover 2 Documentário, que foi apresentado no DVD de The Hangover 2.

## Ligações Externas
- Rob Benedict. no IMDb.
- Rob Benedict (em inglês) no Allmovie
- Louden Swain
- CBS Threshold - Rob Benedict webpage
- Interview Rob Benedict with www.mycoven.com Nov. 2011